# Champagne Basket (féminin)
 (mars 2017).
Si vous disposez d'ouvrages ou d'articles de référence ou si vous connaissez des sites web de qualité traitant du thème abordé ici, merci de compléter l'article en donnant les références utiles à sa vérifiabilité et en les liant à la section « Notes et références ».
Maillots
Actualités
Le Champagne Basket est un club de basket-ball féminin français.

## Historique
Le Champagne Basket est né le 11 mai 2009. Lors d'une assemblée générale extraordinaire le Saint-Jacques Sport Reims devient le "Reims basket féminin". Bien que maintenu sportivement en LFB le RBF est épinglé par la commission de contrôle de gestion de la FFBB. Le RBF est alors rétrogradé en Nationale 1 féminine (équivalent de la deuxième division, devenue depuis Ligue 2 féminine).
En février 2011, l'emblématique président, Bernard Lavergne, décède. La grand salle du complexe René Tys, où joue l'équipe, porte aujourd'hui son nom.
La formation des jeunes a une part importante au sein du club et permet, depuis des années, de le maintenir dans le top 20 des meilleurs clubs français.
Lors de la saison 2010/2011, le RBF atteint la finale du Final Four de Ligue 2. Floriane Herrscher et Zuzana Gudjaraïdze-Klimesova quittent le club et l'entraîneur, Philippe Sauret, devient manager général. La saison est plus délicate et le RBF termine à la 11e place. L'intersaison 2012/2013 voit l'arrivée au poste d'entraîneur de Guillaume Rassineux (ancien assistant de Philippe Sauret). Avec un effectif jeune, l'équipe réalise une saison pleine de promesses. Avec notamment les arrivées de Marième Badiane (vice-championne du monde des U19 avec Pauline Lithard) et de l'internationale finlandaise Heta Korpivaara. La saison 2013/2014, qui s'annonçait prometteuse, aura vu le RBF jouer le maintien. Le 17 avril 2014, le RBF annonce le départ de Guillaume Rassineux et l'arrivée d'Aurélie Lopez (ex-coach de l'Elan Béarnais Pau LO), qui a pour objectif la montée en Ligue 1 sous deux ans.

La saison 2014-2015 démarre laborieusement, le club frisant la zone rouge à plusieurs reprises, la victoire en 1/16e de Coupe de France contre Charleville-Mézières, pensionnaire de l'élite, masquant temporairement les carences d'une équipe incapable de garder durant un même match un rythme d'intensité égal. Mais les filles ont un sursaut d'orgueil en fin de saison et une série de 6 victoires consécutives permet d'accrocher la 6e, synonyme de pré-barrages pour les play-offs. Mais lors de ce barrage, le RBF s'incline contre Dunkerque, meilleure attaque de la Ligue 2 cette saison-là.

Pour la saison 2015-2016, le club champenois devra faire sans ses deux meilleures joueuses, Marième Badiane et Simona Podesova, partant respectivement pour l'USO Mondeville (Ligue 1) et l'Avenir Basket Chartres (Ligue 2). Par ailleurs, Pauline Lithard s'envole vers Charleville-Mézières et Anaïs Jomby quitte elle aussi le club, après 5 ans de très bons et loyaux services. Côté renforts, Clémentine Morateur, Fleur Devillers et Clémentine Samson (Charleville-Mézières) viennent rejoindre les rangs rémois. En février 2016, Bernard Eibel démissionne de son poste de président du RBF, c'est Philippe Sauret, ancien entraîneur et manager sportif du club, qui reprend le poste. Sur le plan sportif, le club atteint une très belle 5e, mais échoue en play-offs.

La saison suivante, le club enregistre le départ de Clémentine Morateur vers Aulnoye et malgré de beaux matchs, n'arrive à accrocher qu'une 6e, quand-même synonyme de play-offs pour la montée en Ligue 1, mais le club échoue encore en 1/4 de finale.
Pour la saison 2016-2017, Aurélie Lopez passe la main à David Girandière, préférant retourner dans sa région natale pour privilégier sa vie de famille. Le nouvel entraîneur sera assisté par Camille Ruiz, prenant la place de Mickaël Sommesous. Le club enregistre le retour de Clémentine Morateur et l'arrivée de quelques jeunes, comme Marine Debaut, Laetitia Guapo ou encore Sarah Saint-Martin. Malgré quelques revers significatifs, le club accroche encore la 6e synonyme de play-offs, se permettant notamment de battre lors de la dernière journée, le Toulouse MB sur son parquet 71 à 58, 3e de la saison régulière. Toulouse MB, que les rémoises retrouvent en 1/4 de finale des play-offs !
En 2020, les clubs Champagne Châlons Reims Basket et Reims Basket Féminin s'unissent sous un nouveau nom, le Champagne Basket.

## Bilan saison par saison
| Saison    | Division             | Saison régulière | Play-offs     | Coupe de France |
| --------- | -------------------- | ---------------- | ------------- | --------------- |
| 2009-2010 | Nationale féminine 1 | 8e               | -             | 16e de finale   |
| 2010-2011 | Ligue féminine 2     | 4e               | Finale        | 16e de finale   |
| 2011-2012 | Ligue féminine 2     | 11e              | -             | 16e de finale   |
| 2012-2013 | Ligue féminine 2     | 8e               | -             | 16e de finale   |
| 2013-2014 | Ligue féminine 2     | 6e               | -             | 16e de finale   |
| 2014-2015 | Ligue féminine 2     | 6e               | 1/4 de finale | 8e de finale    |
| 2015-2016 | Ligue féminine 2     | 5e               | 1/4 de finale | 16e de finale   |
| 2016-2017 | Ligue féminine 2     | 6e               | 1/4 de finale | 16e de finale   |
| 2017-2018 | Ligue féminine 2     | 6e               | 1/2 finale    | 16e de finale   |
| 2018-2019 | Ligue féminine 2     | 5e               | 1/2 finale    | 16e de finale   |
| 2019-2020 | Ligue féminine 2     | 2e               | Annulés       | 16e de finale   |
| 2020-2021 | Ligue féminine 2     | 3e               | Annulés       | 8e de finale    |
| 2021-2022 | Ligue féminine 2     | 6e               | 1/4 de finale | 16e de finale   |
| 2022-2023 | Ligue féminine 2     | 4e               | 1/2 finale    | 32e de finale   |

## Palmarès
- Finaliste de la Ligue féminine 2 : 2011

## Entraîneurs et assistants successifs
- sept. 2009 - déc. 2009 : Fabrice Lefrançois, assistant : Benjamin Villeger
- jan. 2010 - juin 2010 : Philippe Sauret, assistant : Benjamin Villeger
- sept. 2010 - juin 2011 : Philippe Sauret, assistants : Guillaume Rassineux, Benjamin Villeger
- sept. 2011 - juin 2012 : Arnaud Ricoux
- juillet 2012 - juin 2013 : Guillaume Rassineux, assistants : Mickael Sommesous, Albin Résimont
- juillet 2013 - juin 2014 : Guillaume Rassineux, assistants : Mickael Sommesous, John Patino
- juillet 2014 - juin 2017 : Aurélie Lopez, assistants : Mickael Sommesous
- aout 2017 - mai 2018 : David Girandière, assistante : Camille Ruiz
- sept. 2018 - juin 2019 : Marie-Julie Levant, assistants : Camille Ruiz, Romain Garde
- sept. 2019 - juin 2022 : Julien Pincemin, assistant : Romain Garde
- sept. 2022 - aujourd'hui : Aurélie Lopez, assistant : Germain Soulier

## Effectif 2015-2016
Reims recrute durant l'été trois jeunes du même profil, venant toutes de l'échelon supérieur, mais en manque de temps de jeu : Clémentine Samson, Fleur Devillers et Clémentine Morateur .
- Entraineur : Aurélie Lopez
- Assistant : Mickaël Sommesous

| Numéro | Nom                 | Née le             | Taille | Nationalité | Poste   |
| ------ | ------------------- | ------------------ | ------ | ----------- | ------- |
| 4      | Clémentine Morateur | 18 novembre 1995   | 1,75 m | France      | Meneuse |
| 5      | Binta Camara        | 14 juin 1997       | 1,63 m | France      | Meneuse |
| 7      | Clémentine Samson   | 19 novembre 1991   | 1,81 m | France      | Arrière |
| 8      | Lindsay Gonzalez    | 12 avril 1992      | 1,79 m | Porto Rico  | Meneuse |
| 9      | Tasmine Allard      | 24 décembre 1997   | 1,75 m | France      | Arrière |
| 10     | Fleur Devillers     | 24 avril 1995      | 1,86 m | France      | Meneuse |
| 11     | Ana Radović         | 15 juillet 1990    | 1,90 m | Serbie      | Pivot   |
| 12     | Sarah Ousfar        | 28 juillet 1993    | 1,83 m | France      | Ailière |
| 13     | Maud Lesoudard      | 13 août 1988       | 1,84 m | France      | Ailière |
| 14     | Cici Shannon        | 1er septembre 1992 | 1,93 m | France      | Pivot   |
| 15     | Karla Gergelova     | 2 avril 1988       | 1,85 m | France      | Ailière |